# 美浜町立図書館 (和歌山県)
美浜町立図書館（みはまちょうりつとしょかん）は、和歌山県日高郡美浜町和田にある公立図書館。「友学の森」の愛称がある。日高郡で最初の図書館として1996年（平成8年）7月に開館した。

## 概要

### 歴史
図書館が開設される前は、美浜町中央公民館に図書コーナーがあった。町民の要望を受け、美浜町は約1億3500万円をかけて鉄骨構造2階建ての美浜町立図書館を建設し、1996年（平成8年）7月に開館した。蔵書数は約3万4千冊で、約2万2千冊を新規購入し、残りは中央公民館図書コーナーから引き継いだ。開館したのが夏休み中であったことから、連日子供らで賑った。当時の休館日は月曜日・火曜日・祝日で、当初から町民でなくても貸し出しが可能であった。
2003年（平成15年）2月12日、和歌山県内の図書館の蔵書情報を一括検索できる「和歌山地域コンソーシアム図書館」に参加した。2010年（平成22年）度の蔵書冊数は43,986冊、貸出冊数は31,821冊であった。

### 利用案内
美浜町立図書館の建物は鉄骨構造2階建てで、1階部分は主に駐車場であり、2階に開架閲覧室がある。このためエレベータが設置されている。御坊南海バス日の岬パーク線和田バス停から徒歩すぐである。
- 開館時間：9時30分から18時まで
- 休館日：月曜日、祝日、月末、年末年始、蔵書整理期間
- 貸出制限：特になし[11]。
- 貸出可能冊数：4冊
  - 年末年始や蔵書整理期間の長期休館前は8冊まで借りられる（ただしビデオ・新刊書は1家族4点まで）[12][13]。
- 貸出可能期間：2週間

### 特色
美浜町はカナダへの移民が多かった歴史があることから、カナダに関する本のコーナーを有する。
図書館のイベントとしておはなし会、人形劇、折り紙教室、ブックリサイクルを開催する。イベントは図書館内ではなく、隣接する中央公民館を会場とする。ブックリサイクルでは、図書館で除籍になった本や雑誌を無料配布するイベントで、2018年（平成30年）7月7日に開催された際は開場前に約40人が列を成すほどの盛況であった。おはなし会は毎月第2土曜日に「森のオアシス」が開催し、絵本や紙芝居の読み聞かせを行っている。